# Oneirodes sabex
Oneirodes sabex är en fiskart som beskrevs av Pietsch och Seigel, 1980. Oneirodes sabex ingår i släktet Oneirodes och familjen Oneirodidae. Inga underarter finns listade i Catalogue of Life.